# Massachusetts Bay Transportation Authority

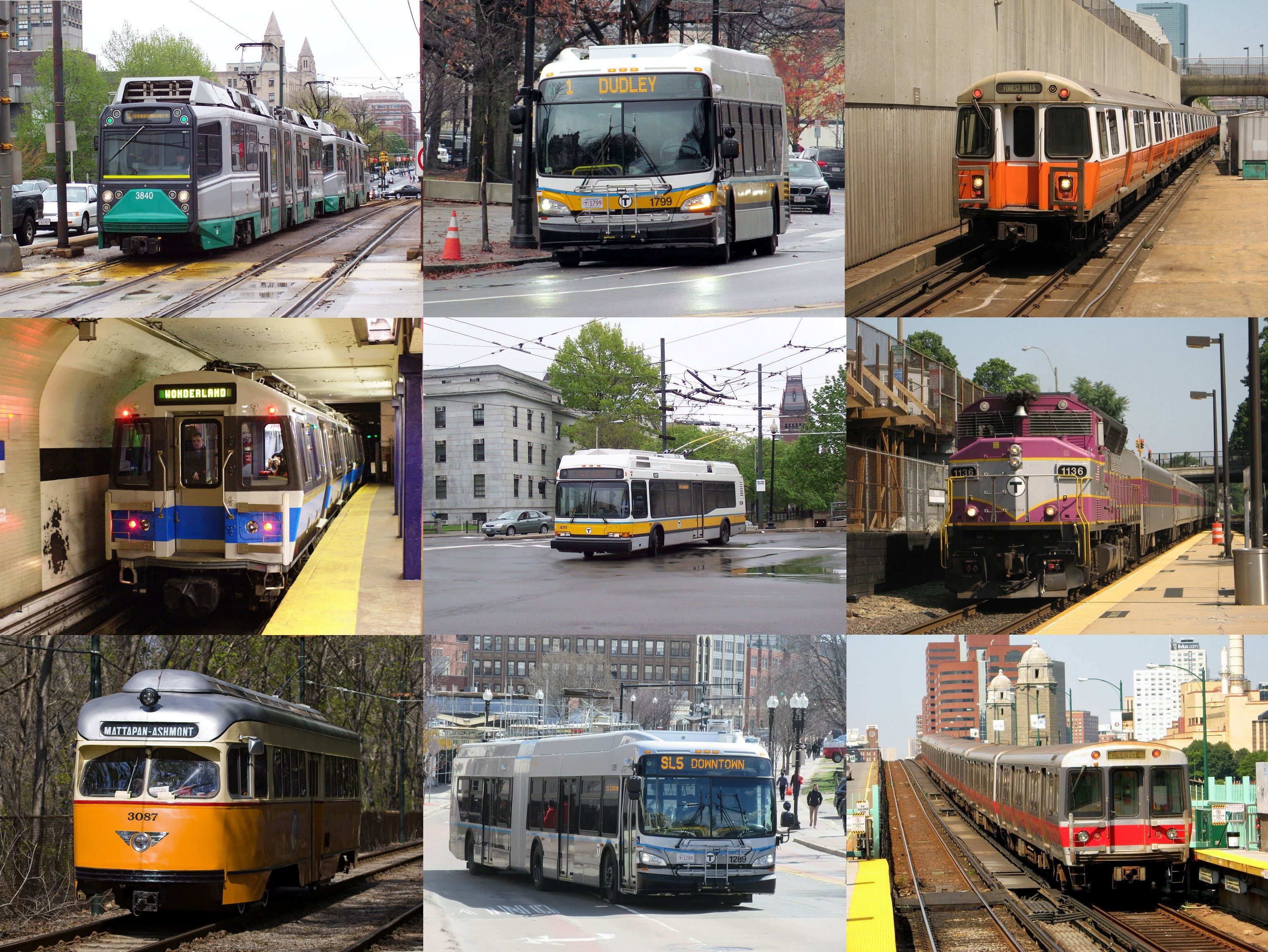
Kollage visande MBTA:s transportmedel.

Massachusetts Bay Transportation Authority (MBTA) är ett företag inom kollektivtrafiken i Boston med omgivning. Företaget kallas i folkmun kort för ”The T”.
MBTA i sin nuvarande form bildades  den 3 augusti 1964 och avlöste då föregångaren Massachusetts Transit  Authority (MTA) som i sin tur bildades 1947 av ett antal privata företag. År 2013 drev MBTA i Storboston elva järnvägslinjer, tre tunnelbanor, fyra spårvägar, sex trådbusslinjer, ett 180-tal busslinjer och fyra färjor. Företagets logotyp är ett "T" i en ring – 

## Rader
MBTA Tunnelbannensystem har 4 radera, röd, blå, grön, och orange.
 – som liknar T-symbolen för Stockholms tunnelbana.